# مزرعة محمد كريمي
مزرعة محمد كريمي (بالفارسية: مزرعه محمد كريمى) (بالإنجليزية: Mazraeh-ye Mohammad Karimi)‏، قرية في قسم حومه الريفي، الناحية المركزية، مقاطعة لارستان، محافظة فارس، إيران. يبلغ عدد سكانها حسب إحصاء عام 2006 ميلادية 48 نسمة في 11 عائلة.